# Silicon Dreams Studio
Pour le jeu vidéo de 1986, voir Silicon Dreams.
Silicon Dreams Studio est un studio de développement de jeux vidéo britannique fondé en 1994 et disparu en 2003.

## Ludographie
- 1996 : Olympic Soccer: Atlanta 1996 (PlayStation, 3DO)
- 1996 : Honoo no 15 Shumoku: Atlanta Olympic (PlayStation)
- 1996 : Olympic Soccer (Saturn)
- 1996 : Olympic Games: Atlanta 1996 (Windows)
- 1996 : Olympic Summer Games: Atlanta 1996 (3DO)
- 1997 : Soccer '97 (PlayStation)
- 1998 : Chill (PlayStation)
- 1998 : World League Soccer '98 (PlayStation, Saturn, Windows)
- 1998 : Michael Owen's World League Soccer 99 (PlayStation, Windows)
- 1999 : UEFA Champions League Season 1998/99 (PlayStation, Windows)
- 1999 : Sega Worldwide Soccer 2000 (Dreamcast)
- 2000 : UEFA Champions League Season 1999/2000 (PlayStation)
- 2000 : Sega WorldWide Soccer 2000 Euro Edition (Dreamcast)
- 2000 : Dogs of War (Windows)
- 2000 : Michael Owens WLS 2000 (Nintendo 64)
- 2000 : UEFA Dream Soccer (Dreamcast)
- 2000 : UEFA Champions League Season 2000/2001 (PlayStation)
- 2001 : L'Île Lego 2 : La Revanche de Casbrick (PlayStation, Windows, Game Boy Advance)
- 2002 : UEFA Champions League Season 2001/2002 (PlayStation 2, Windows)
- 2002 : Lego Football Mania (PlayStation 2, Windows)
- 2002 : Island Xtreme Stunts (PlayStation 2, Windows, Game Boy Advance)
- 2004 : Urban Freestyle Soccer (PlayStation 2, Xbox, Windows)